# 佐里尼夫卡
49°28′34″N 40°1′14″E / 49.47611°N 40.02056°E
佐里尼夫卡（烏克蘭語：Зоринівка）是位於烏克蘭東部的村莊，由盧甘斯克州舊比利斯克區的米洛韋市鎮負責管轄。該村始建於1878年，面積1.85平方公里，2001年人口480，人口密度每平方公里259.5人。